# Augustin Rösch
Pour les articles homonymes, voir Rösch.
Augustin Rösch, né le 11 mai 1893 à Schwandorf, en Bavière, et mort le 7 novembre 1961 à Munich, est un prêtre jésuite allemand, Supérieur Provincial et résistant au nazisme. Membre du Cercle de Kreisau il est indirectement impliqué dans le complot du 20 juillet 1944.

## Biographie
Après le déménagement de sa famille à Freising, il fréquente le séminaire. Le 14 septembre 1912, à l'âge de 18 ans, il entre au noviciat jésuite de Feldkirch. Enrôlé dans l'infanterie de l'armée prussienne durant la Première Guerre mondiale, il participe à la bataille de Verdun. La guerre terminée, il reprend ses études en vue du sacerdoce : philosophie et théologie. Il est ordonné prêtre le 27 août 1925 à Fauquemont, aux Pays-Bas.
Destiné à l'enseignement il est préfet de discipline au collège Stella Matutina de Feldkirch, puis son recteur de 1934 à 1935. Rosch est alors nommé Supérieur Provincial des Jésuites d'Allemagne. Il le sera jusqu'en 1944, durant une des périodes les plus difficiles de l'histoire du pays.
En raison de l'oppression exercée par le nazisme sur les groupes religieux, Rösch entre en conflit avec les partisans. Il tente en vain de lutter contre la fermeture d'établissements catholiques comme le collège Saint-Blaise. Il visite les maisons jésuites pour y soutenir les communautés et rencontre régulièrement les jésuites en clandestinité ou emprisonnés. Il s'occupe particulièrement d'un de ses prêtres emprisonnés à Dachau et demande le maintien des droits ecclésiastiques.
En 1941, il rencontre Helmuth James von Moltke et se joint au Cercle de Kreisau. Il y introduit deux autres jésuites, Alfred Delp et Lothar König. Le Cercle prépare la réorganisation politique et religieuse du pays dans l'attente et espérance de la chute du régime nazi.
Après l'attentat manqué du 20 juillet 1944, il entre dans la clandestinité et, après avoir trouvé refuge à l'abbaye de Moosen, se cache dans une famille de paysans à Hofgiebing. La Gestapo le découvre et l'arrête le 11 janvier 1945. Les membres de la famille qui le cachaient, le père, deux fils et une fille, sont envoyés à Dachau. Rösch est transféré à la prison de Lehrter Straße et torturé. Peu de temps avant la prise de Berlin, il est libéré par l'armée soviétique le 25 avril 1945.
De 1947 à sa mort en 1961, il dirige le Secours catholique bavarois. À ce titre il devient membre du Sénat de Bavière.

## Écrits
- Kampf gegen den Nationalsozialismus, Frankfurt, Ed.Bleisen, 1985 (réédition).

## Source de la traduction
- (de) Cet article est partiellement ou en totalité issu de l’article de Wikipédia en allemand intitulé « Augustin Rösch » (voir la liste des auteurs).
- (de) Roman Bleistein, « Rösch, Augustinus », dans Neue Deutsche Biographie (NDB), vol. 21, Berlin, Duncker & Humblot, 2003, p. 737 (original numérisé).